# Струмило, Пётр Пашкович
Пётр Пашкович Струмило из Цехановца (ум. 1486) — государственный деятель Великого княжества Литовского, староста дрохичинский (1463—1469), кухмистр королевы Елизаветы Австрийской (1477), наместник лидский (1483), маршалок господарский (1483).
Родоначальник знатного белорусско-литовского магнатского рода Кишек герба «Домброва», угасшего в первой половине XVII века.

## Биография
Представитель мазовецкого дворянского рода Струмило герба «Домброва». Сын шляхтича Павла (Пашки) Струмило (ум. 1435/1436), основателя первого костёла в переданном ему во владение великим князем литовским Витовтом Цехановце. Братья — каштелян львовский Ежи Струмило и староста медницкий Николай Струмило (родоначальник рода Цехановецких).
Владелец Цехановца в Подляшье. Основатель костёла в Червонке.

## Семья
Пётр Павлович Струмило был дважды женат. Имя его первой жены неизвестно. Дети от первого брака:
- Станислав Кишка (ум. 1513/1514), гетман великий литовский, маршалок великий литовский, наместник смоленский

2-я жена — Катаржина Немирович, дочь маршалка господарского Яна Немировича (ум. до 1465). Дети от второго брака:
- Николай Кишка (ум. 1508), бездетен
- Петронелла Кишка, 1-й муж — Богдан, 2-й муж — князь Михаил Семёнович Глинский
- Барбара Кишка, жена хорунжего вилькомирского Войцеха Станковича
- Ядвига Кишка, жена судьи белзского Ежи Рачко

Пётр Струмило скончался в 1486 году, возглавляя дипломатическую миссию в Крым.